# Ett skrik i mörkret
Ett skrik i mörkret (engelska: A Cry in the Dark) är en australiensk dramafilm från 1988 i regi av Fred Schepisi.

## Utmärkelser
Filmen vann sammanlagt fem AACTA Awards 1989. Meryl Streep fick pris som bästa kvinnliga skådespelare vid filmfestivalen i Cannes samma år.

## Rollista i urval
- Meryl Streep – Lindy Chamberlain
- Sam Neill – Michael Chamberlain
- Bruce Myles – Ian Barker
- Neil Fitzpatrick – John Phillips
- Bud Tingwell – Domare Muirhead
- Lewis Fitz-Gerald – Stuart Tipple
- Brion James – Cliff Murchison
- Dorothy Alison – Avis Murchison
- Bill McCluskey – Greg Lowe
- Debra Lawrance – Sally Lowe